# Joe Coffey
Joseph Coffey (Glasgow, 22 maggio 1988) è un wrestler britannico.

## Biografia
Coffey è noto maggiormente per i suoi trascorsi nel circuito indipendente inglese dove, assieme al fratello Mark, ha formato i Coffey Brothers. Ha inoltre vinto numerosi titoli in singolo come l'ICW World Heavyweight Championship, ed è attualmente il detentore dell'ICW Zero-G Championship.

## Carriera

### WWE (2018–2025)

#### NXT UK(2018–2022)
Il 16 maggio 2018 Coffey venne annunciato come uno dei partecipanti al torneo per determinare il contendente n°1 al WWE United Kingdom Championship di Pete Dunne ma, dopo aver eliminato Dave Mastiff negli ottavi e Tucker nei quarti di finale venne eliminato da Travis Banks nelle semifinali. Successivamente, venne annunciato che Joe sarebbe diventato parte attiva del brand di NXT UK. Il 12 gennaio 2019, a NXT UK TakeOver: Blackpool, Coffey affrontò Pete Dunne per il WWE United Kingdom Championship ma venne sconfitto. In seguito, Coffey formò una stable nota come Gallus assieme al fratello Mark Coffey e a Wolfgang. Il 31 agosto, a NXT UK TakeOver: Cardiff, Coffey sconfisse Dave Mastiff in un Last Man Standing match. Nella puntata di NXT UK del 2 aprile 2020 Coffey prese parte ad una 20-man Battle Royal per determinare il contendente n°1 all'NXT United Kingdom Championship di Walter ma venne eliminato. Nella puntata di NXT UK del 10 marzo 2022 Coffey affrontò Noam Dar per l'NXT UK Heritage Cup ma venne sconfitto per 2-1.

#### NXT(2022–2025)
Nella puntata speciale NXT Heatwave del 16 agosto il Gallus debuttò nello show attaccando a sorpresa la Diamond Mine. Joe, tuttavia, apparve per lo più come supporter di suo fratello Mark e di Wolfgang. Nella puntata di NXT del 29 agosto 2023 prese parte all'NXT Global Heritage Invitational venendo sconfitto da Nathan Frazer nel primo turno, ma riuscì a sconfiggere Akira Tozawa nel secondo turno l'8 settembre ad NXT Level Up, per poi venire sconfitto da Duke Hudson nel terzo turno, il 19 settembre ad NXT, ma riuscendo infine a sconfiggere (la stessa sera) Hudson e Nathan Frazer in un triple threat match (dal momento che tutti e tre avevano lo stesso punteggio in classifica) qualificandosi per la finale. Venne però sconfitto da Butch nella finale, svoltasi il 26 settembre ad NXT. Nella puntata di NXT del 19 dicembre prese parte ad un triple threat match per l'NXT North American Championship insieme al campione Dragon Lee e Charlie Dempsey ma fu il primo a vincere.
Il 2 maggio 2025 è stato licenziato insieme a numerosi altri colleghi.

## Vita privata
Joseph ha un fratello, Mark, anch'egli wrestler.

## Personaggio

### Mosse finali
- All the Best for the Bells (Discus lariat)

### Soprannomi
- "The Legitimate Athlete"
- "The Iron King"
- "The Iron Man"

## Titoli e riconoscimenti
- Discovery Wrestling
  - Y Division Championship (1)
- Insane Championship Wrestling
  - ICW World Heavyweight Championship (2)
  - ICW Zero-G Championship (1)
  - ICW "Iron Man" (2014, 2015)
  - Wrestler of the Year Award (2014, 2016)
  - Male Wrestler of the Bammy Year Award (2015)
  - Square Go! (2017)
- Pro Wrestling Elite
  - Elite Rumble (2017)
- Scottish Wrestling Alliance
  - Scottish Heavyweight Championship (2)
  - SWA Laird of the Ring Championship (2)
  - Battlezone Rumble (2014–2016)
- Target Wrestling
  - Target Wrestling Championship (1)
- World Wide Wrestling League
  - W3L Tag Team Championship (1) – con Mark Coffey
- WrestleZone
  - WrestleZone Undisputed Championship (1)